# 聖トマス (ラ・トゥール、国立西洋美術館)
『聖トマス』（せいトマス、仏: Saint Thomas、英: Saint Thoma）は、17世紀フランスの巨匠ジョルジュ・ド・ラ・トゥールがキャンバス上に油彩で制作した絵画である。制作年は不明であるが、聖トマスの顔の皺に見られる荒々しい自然主義から、画家の若い時代の作品であることは間違いない。1987年に南フランスのアルビの個人コレクション中に発見された。一時期、ラ・トゥールの『盲目のハーディ・ガーディ弾き』 (プラド美術館、マドリード) 同様、日本の石塚コレクションにあったが、2004年に東京の国立西洋美術館が購入して以来、同美術館に所蔵されている。

## 作品

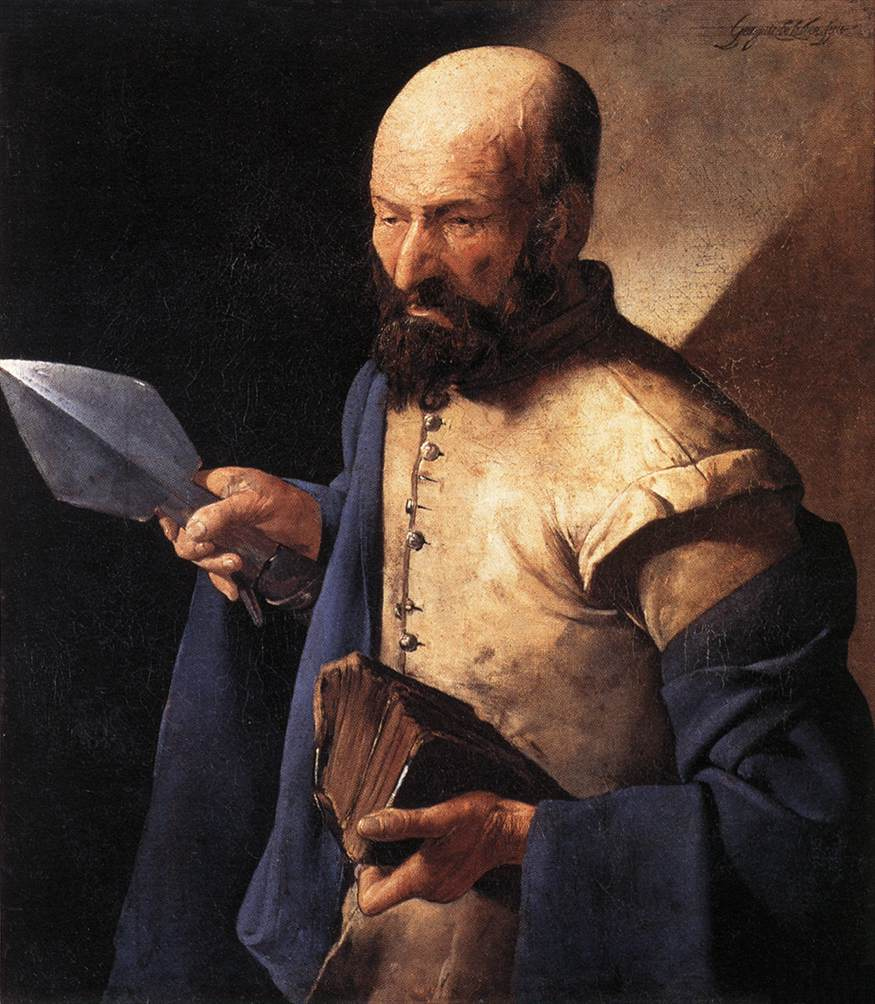
ジョルジュ・ド・ラ・トゥール『聖トマス』 (1634-1638年)、ルーヴル美術館、パリ

この絵画は、イエス・キリストと12使徒を描いた13点からなる連作の1点として制作された。遅くとも17世紀末にはアルビ大聖堂にあったことが史料からわかっている。現存しているオリジナル作品6点のうち、本作に加えて『聖ユダ』と『聖小ヤコブ』がアルビのトゥールーズ＝ロートレック美術館に所蔵され、それ以外の3点は世界各地に分散している。なお、パリのルーヴル美術館には、この連作とは別の『聖トマス』が所蔵されている。
福音書記者たちによると、聖トマスは、イエス・キリストの復活という神秘に懐疑を持っていた。そこで、トマスを得心させるために、キリストは十字架上で処刑された際に槍の一突きで受けた傷口を彼に触らせた。ヤコブス・デ・ウォラギネの『黄金伝説』によれば、トマスはその後インドで建築家となり、インド国王ゴンドルフォルス (Gondolforus) の異教の司祭たちに槍で突き刺されて殉教した。このことから、彼のアトリビュート (人物を特定する事物) はキリストと彼に関わる槍となっている。
ニュートラルな背景に斜めに光が差し込む構図は、イタリアのバロック期の巨匠カラヴァッジョの追随者たち (カラヴァッジェスキ) に典型的なものである。一方、本作に見られる幾何学的に単純化された形態、克明な細部描写、洗練された光の取り扱いなどは、ラ・トゥールの真作のみに見られる特徴となっている。

## ラ・トゥールの連作中の現存作

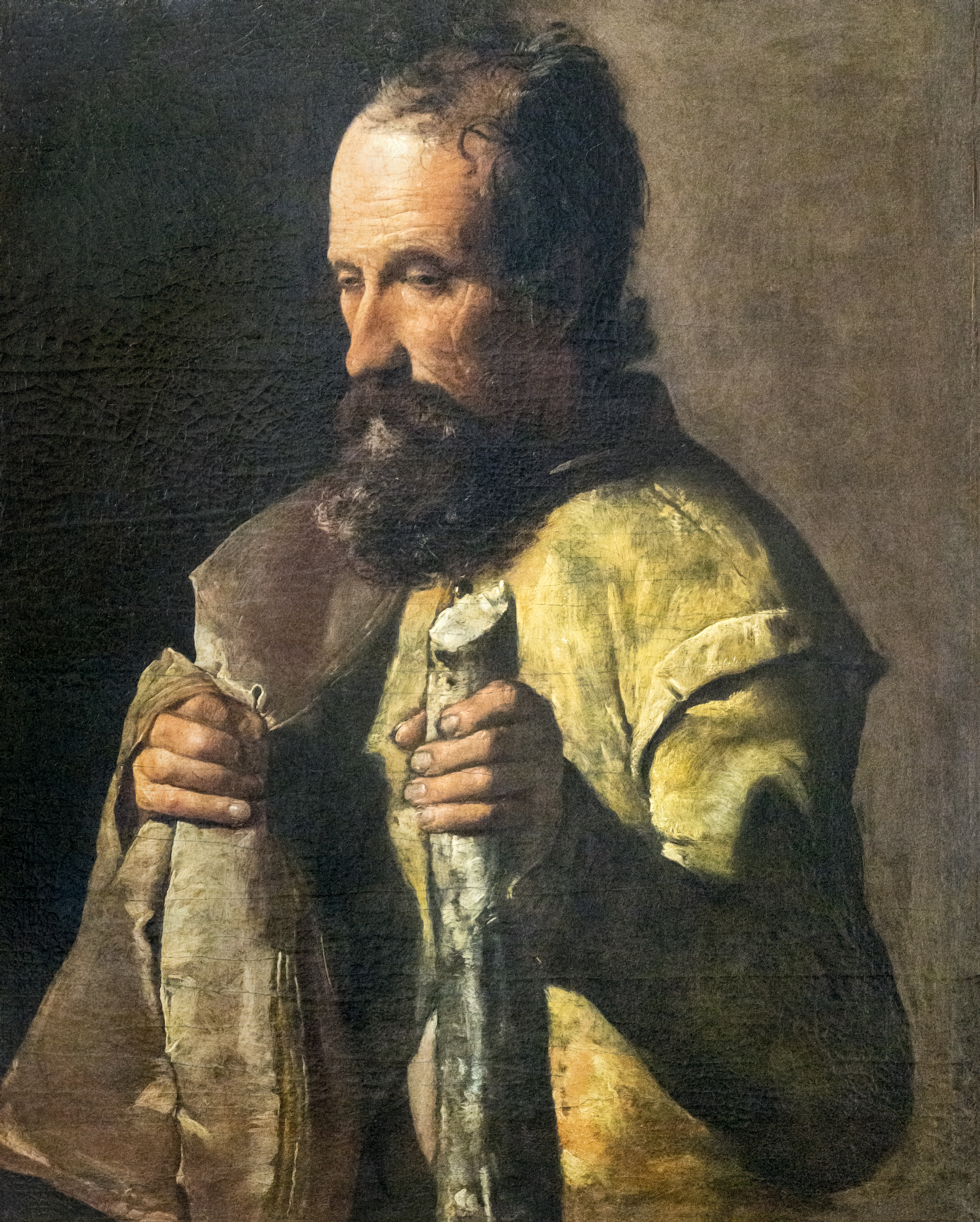
『聖小ヤコブ（フランス語版）』、トゥールーズ＝ロートレック美術館、アルビ
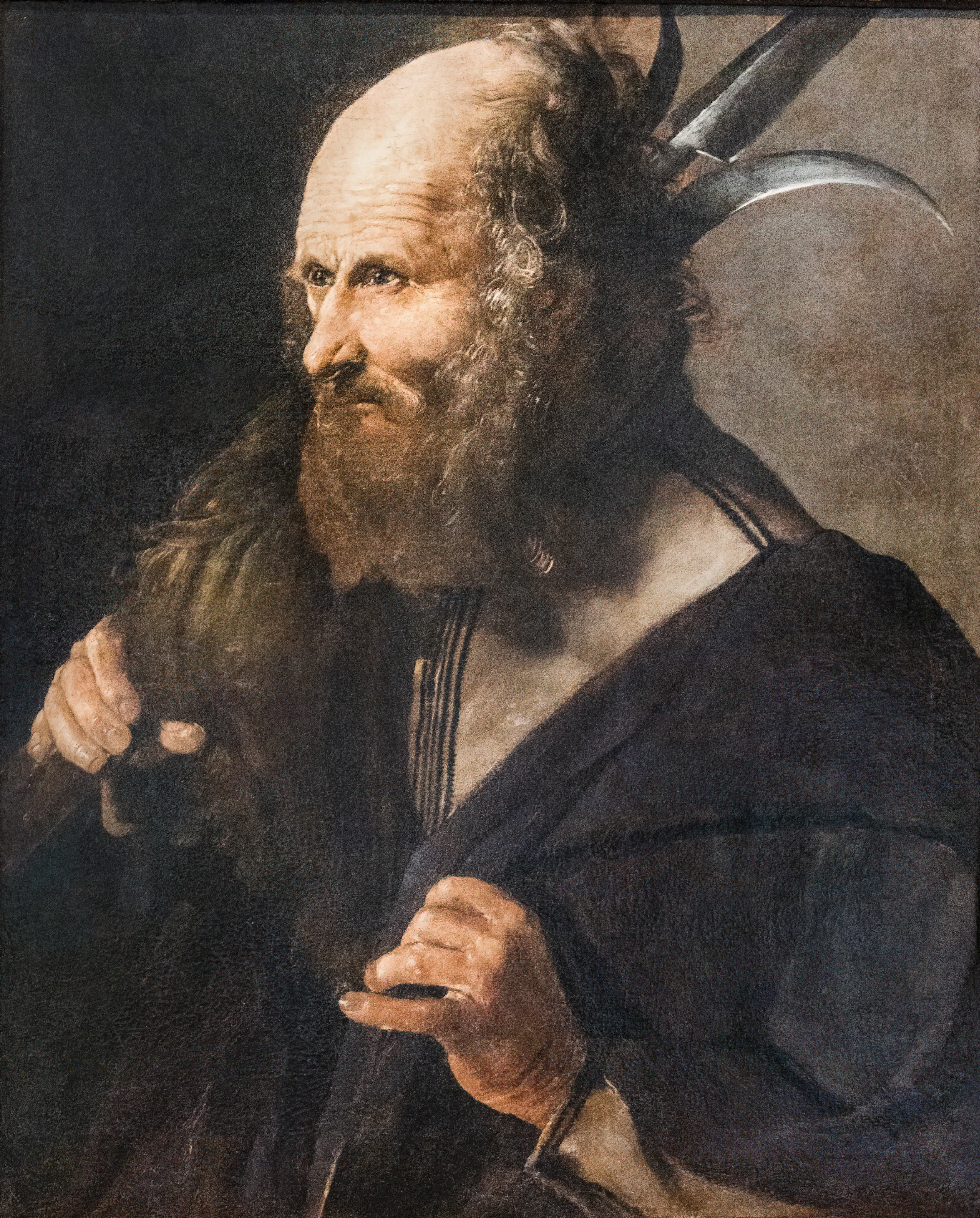
『聖ユダ（フランス語版）』、トゥールーズ＝ロートレック美術館、アルビ
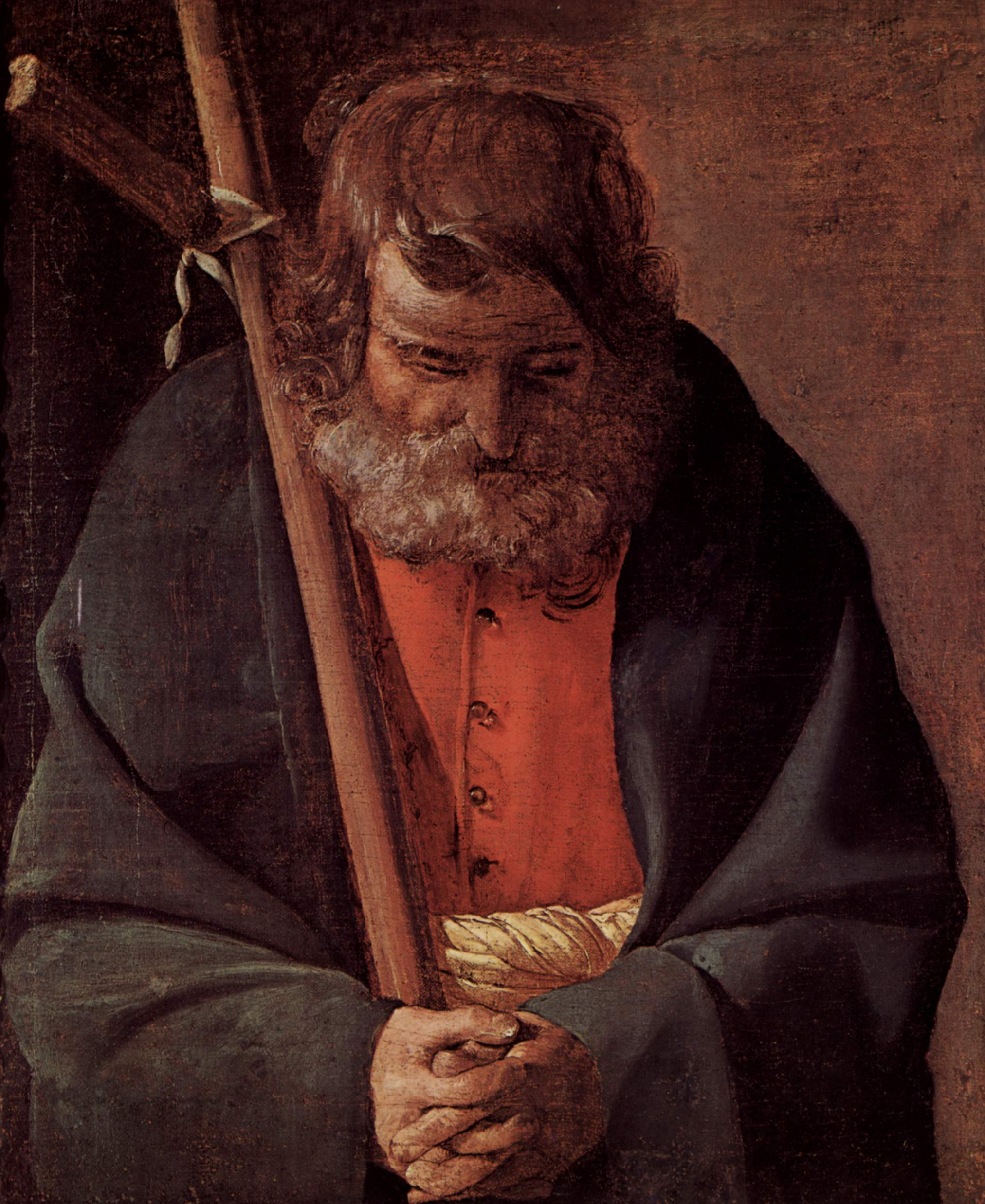
『聖フィリポ（フランス語版）』、クライスラー美術館、ノーフォーク
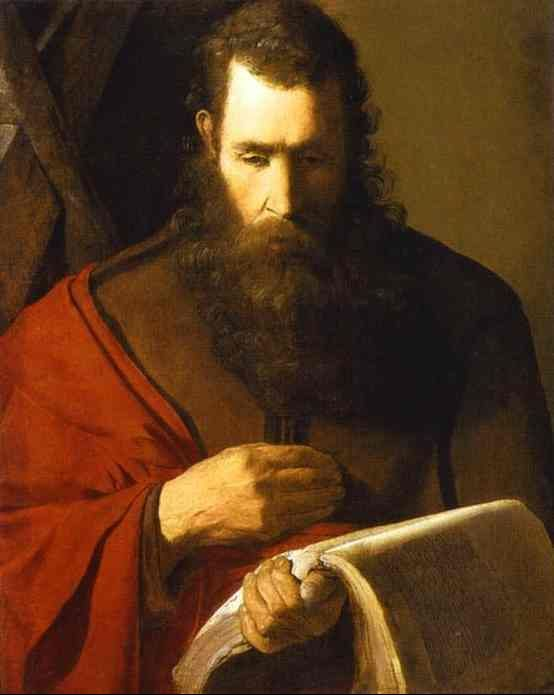
『聖アンデレ』、個人蔵
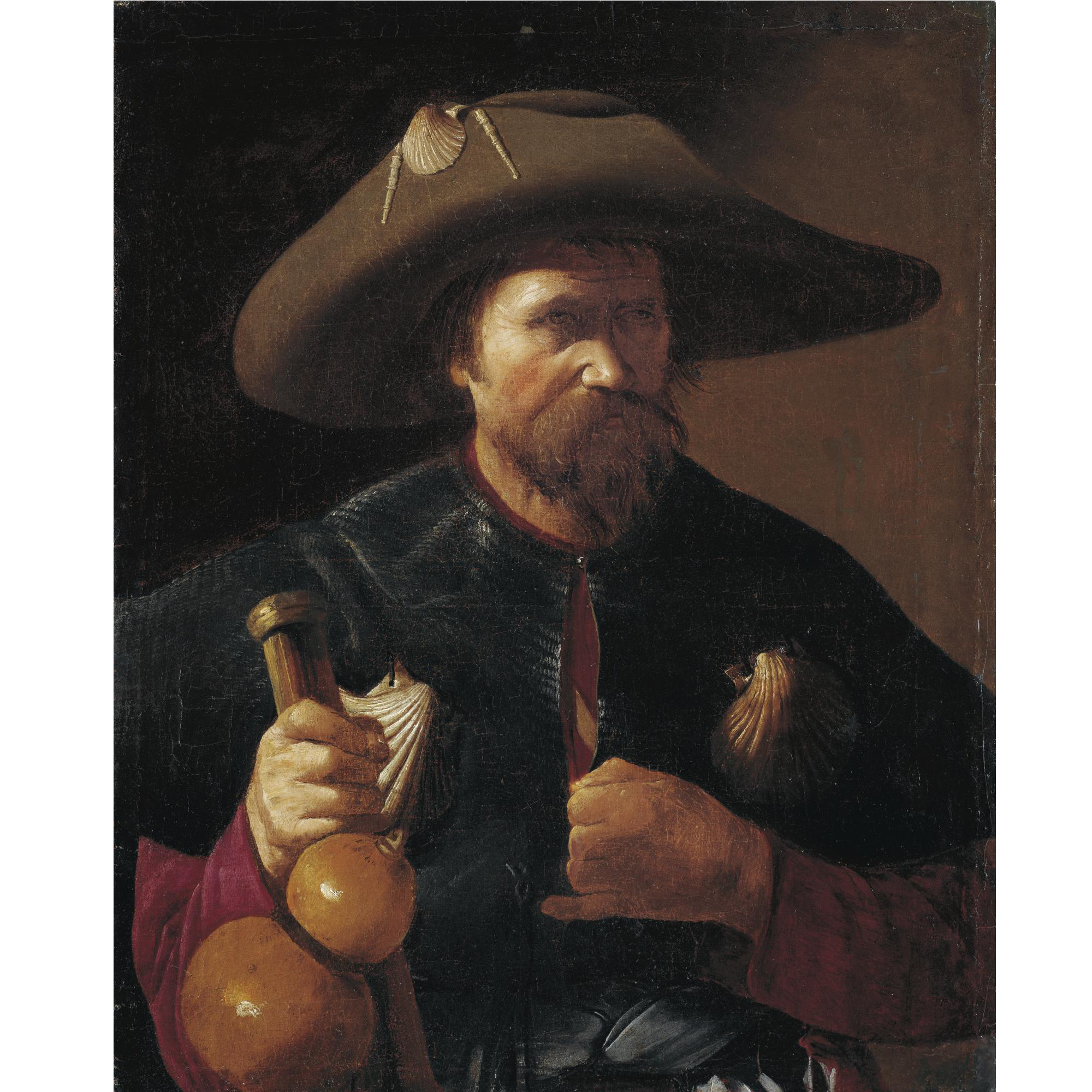
『聖大ヤコブ』、個人蔵